# Phalanx CIWS
Phalanx CIWS ("close-in weapon system") je artilerijski sistem, ki se uporablja kot zadnja linija obrambe - proti ciljem, ki so uspešno prebili "prve (raketne) linije". Po navadi se uporablja proti manverirnim izstrelkom in protiladijskim raketam, lahko pa tudi proti letalom in helikopterjem. Razvilo ga je ameriško General Dynamics (zdaj je del Raytheona) v 1980ih.

## Operaterji
| - Avstralija - Bahrajn - Kanada - Grčija - Egipt - Izrael - Japonska | - Mehika - Nova Zelandija - Pakistan - Poljska - Portugalska - Saudova Arabija | - South Korea - Tajska - Turčija - Tajvan - Združeno kraljestvo - ZDA |

## Specifikacije(Block 1A/B)
- Top: 1× 20 mm M61 Vulcan Gatlingov top
- Višina: 4,7 m (15 ft 5,0 in)
- Teža: 12.500 lb (5.700 kg), poznejši modeli 13.600 lb (6.200 kg)[1]
- Naklon cevi −25° to +85°
- Izstopna hitrost nabojev: 1.100 m/s (3.600 ft/s)
- Hitrost streljanja: 4,500 nabojev na minuto
- Kapaciteta magazina: 1550 nabojev
- Radar: Ku razpon
- Cena: $35 milijonov

## Podobni sistemi
- AK-630 - ruski CIWS
- Kaštan - ruski CIWS s topom in raketami
- Goalkeeper CIWS, nizozemski CIWS
- Meroka CIWS, španski sistem
- Barak 1, izraleski sistem
- RIM-116 Rolling Airframe Missile, ameriški sistem
- Tip 730 CIWS, kitajski CIWS